# Castelnau-d'Estrétefonds
 Castelnau-d'Estrétefonds  es una población y comuna francesa, en la región de Mediodía-Pirineos, departamento de Alto Garona, en el distrito de Toulouse y cantón de Fronton.

## Demografía

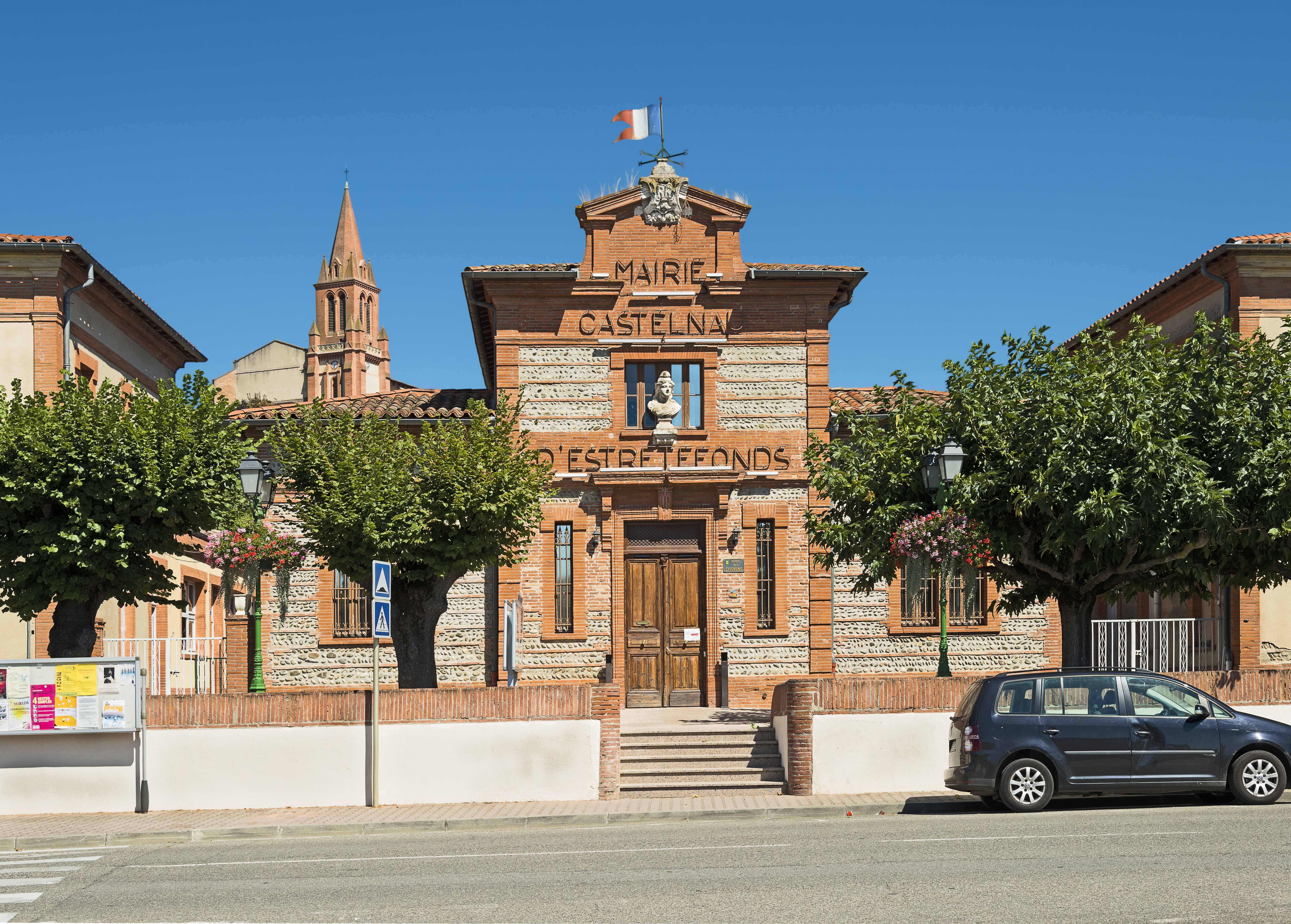
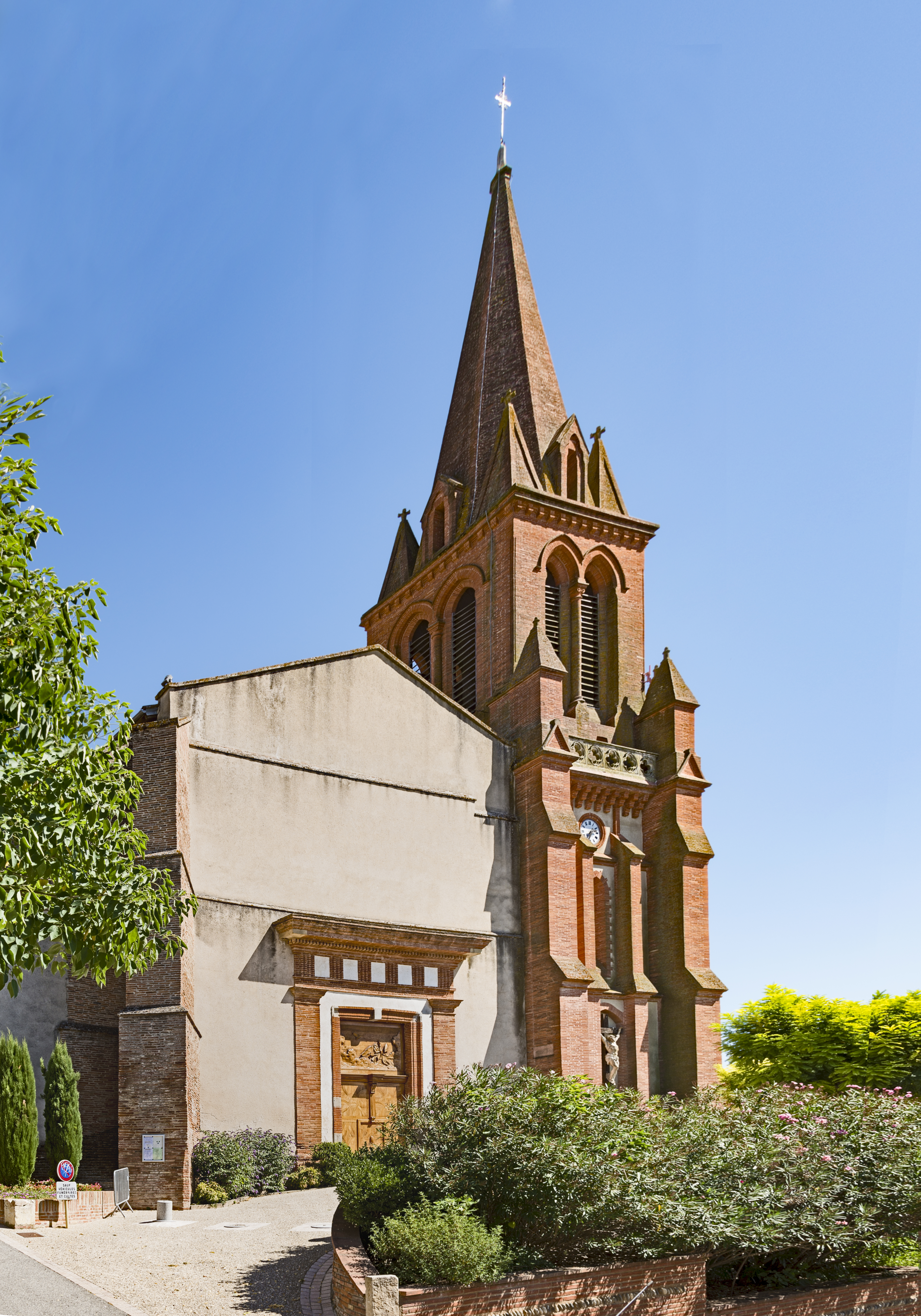
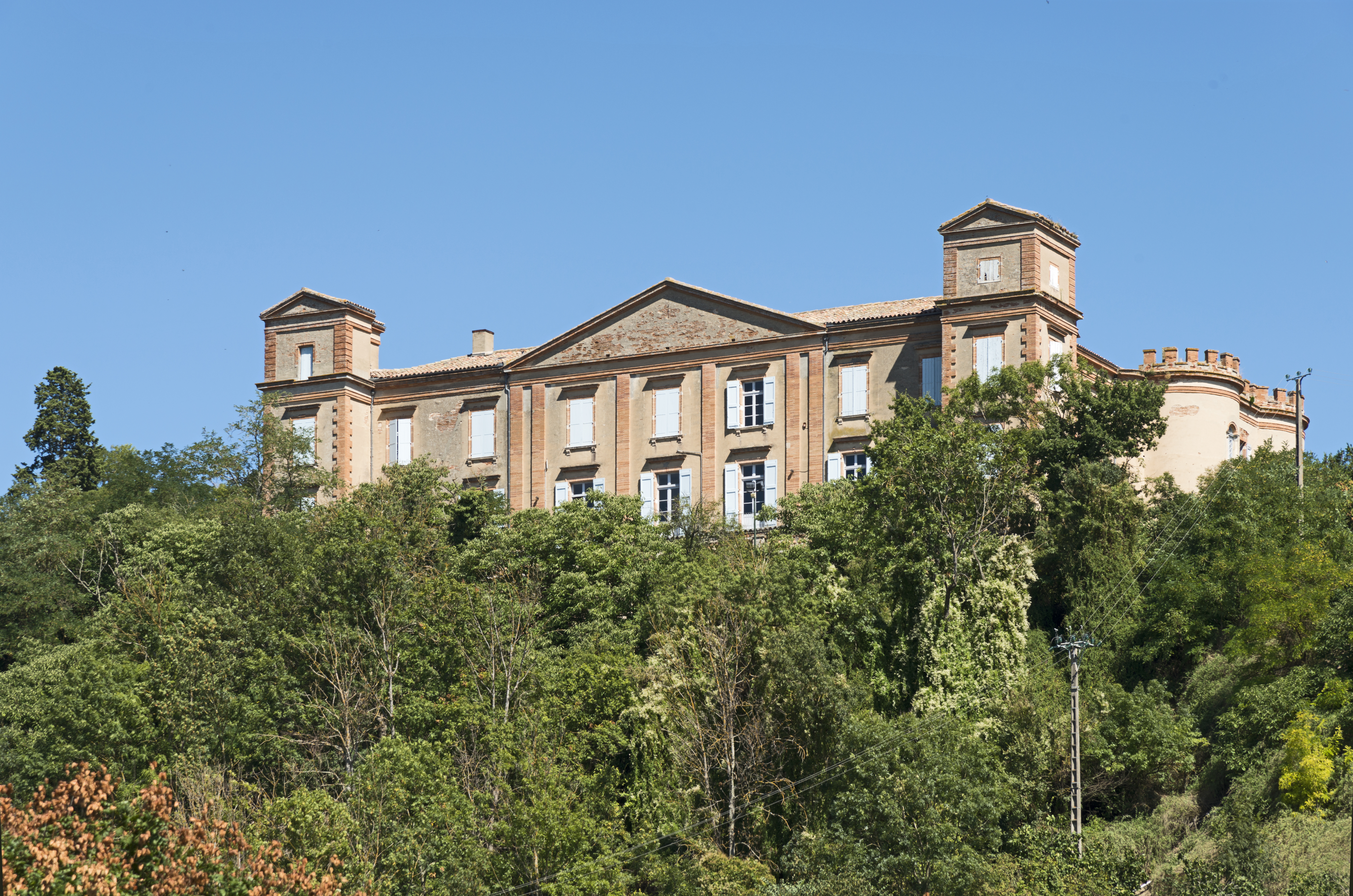

| 1240 | 1432 | 1570 | 1853 | 2518 | 2812 |
| Para los censos de 1962 a 1999 la población legal corresponde a la población sin duplicidades (Fuente: INSEE [Consultar]) |      |      |      |      |      |